# Момичето, което пътува през времето
„Момичето, което пътува през времето“ (на японски: 時をかける少女) е японски детски анимационен филм от 2006 година на режисьора Мамору Хасода по сценарий на Сатоко Окудера, базиран на едноименния роман на Ясутака Цуцуи.
В центъра на сюжета е момиче, което открива, че може да се връща назад във времето, и използва способността си, за да поправя дребни проблеми в ежедневието си, докато се оказва, че я е изчерпала и не може да спаси живота на свои близки.